# اليوم الوطني للذاكرة
اليوم الوطني للذاكرة هو يوم يوافق 8 مايو/ماي من كل سنة تحتفل به الجزائر لإحياء الذاكرة الوطنية والتاريخية وتخليدا لمجازر 8 ماي 1945، تم اقرار هذا اليوم من قبل رئيس الجمهورية عبد المجيد تبون بمناسبة الذكرى الـ 75 لمجازر 8 ماي 1945.

## أحداث ومناسبات في نفس اليوم
- مجازر 8 ماي 1945.